# Liste der Einträge im National Register of Historic Places im Johnson County (Texas)
Die Liste der Registered Historic Places im Johnson County führt alle Bauwerke und historischen Stätten im texanischen Johnson County auf, die in das National Register of Historic Places aufgenommen wurden.

## Aktuelle Einträge
| Lfd. Nr. | Name im NRHP              | Bild | Datum der Eintragung | Adresse/Lage              | Ort       | NRHP-ID  | Beschreibung |
| -------- | ------------------------- | ---- | -------------------- | ------------------------- | --------- | -------- | ------------ |
| 1        | Cleburne Carnegie Library |      | 12. Dez. 1976        | 201 N. Caddo St.          | Cleburne  | 76002042 |              |
| 2        | Ham Creek Site            |      | 15. Feb. 1974        | Address Restricted        | Rio Vista | 74002082 |              |
| 3        | Johnson County Courthouse |      | 14. Apr. 1988        | 1 Public Sq.              | Cleburne  | 88000439 |              |
| 4        | Joiner-Long House         |      | 23. Juni 2003        | 604 Prairie Av.           | Cleburne  | 03000558 |              |
| 5        | Meredith Hart House       |      | 13. Apr. 1977        | E of Rio Vista on SR 916  | Rio Vista | 77001456 |              |
| 6        | Smith Ranch               |      | 3. Apr. 2007         | FM 916, 1 mi. W of TX 174 | Rio Vista | 07000271 |              |
| 7        | Wright Building           |      | 17. März 2009        | 1 E. James St.            | Cleburne  | 09000139 |              |